# Bryan (Wyoming)
Bryan è una città fantasma della contea di Sweetwater nello Stato del Wyoming. Bryan si trova a circa 12 miglia (19 km) a ovest di Green River lungo il fiume Blacks Fork, e per un breve periodo è stata la sede locale e il punto di divisione della Union Pacific Railroad. Oggi rimangono solo poche basi concrete.

## Storia

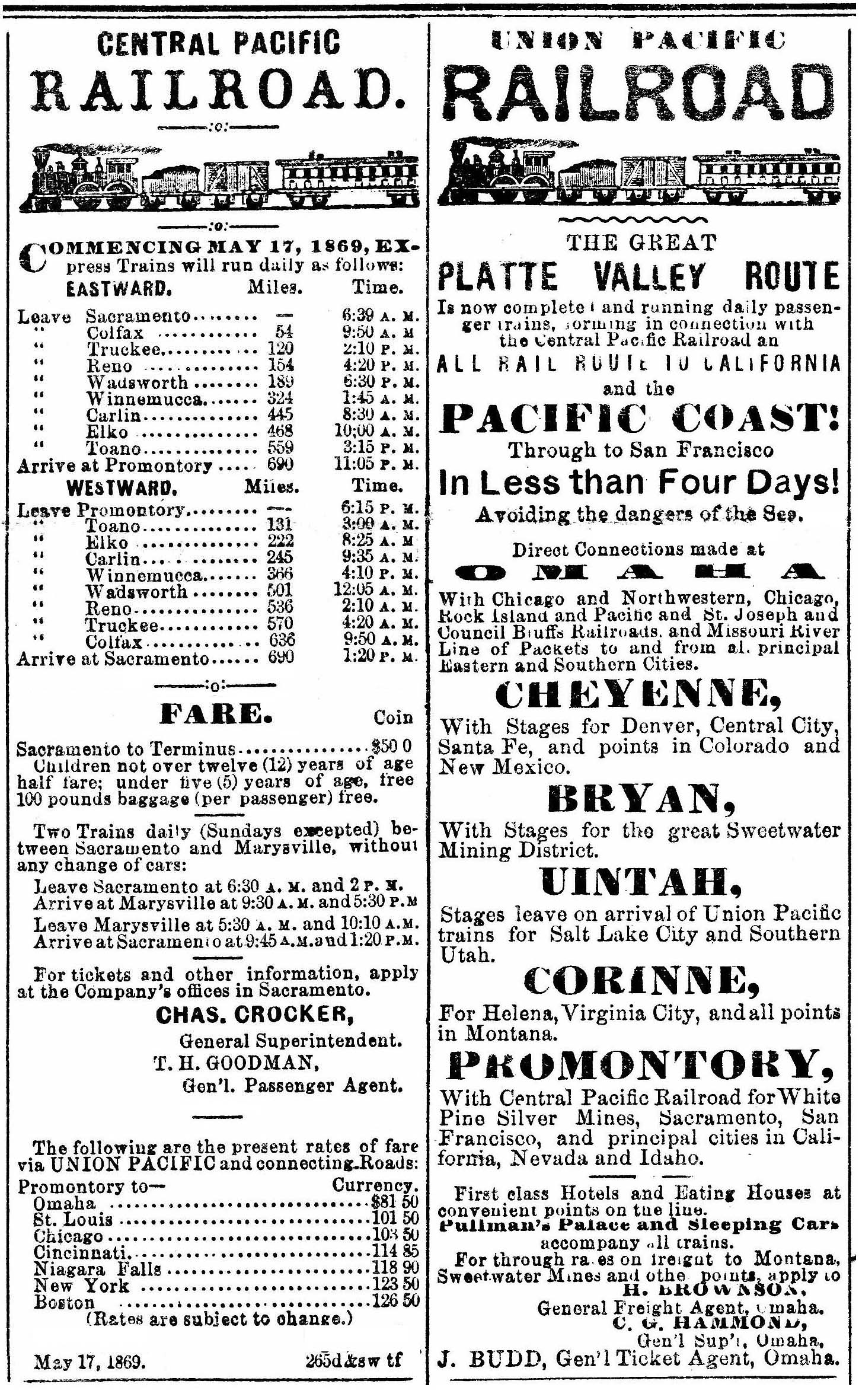
Pubblicità della Union Pacific che promuove collegamenti da Bryan

Come in altre città del Wyoming, gli occupanti abusivi si affrettarono ad occupare terreni a Green River City, in previsione dell'arrivo della ferrovia transcontinentale, nel 1868. Non volendo negoziare con gli occupanti abusivi, la ferrovia aprì una nuova città a ovest di Green River, lungo il fiume Blacks Fork, creando la sede locale della ferrovia. Il servizio della diligenza fu istituito tra Bryan e Green River e da lì si collegò a miniere e città in tutto il Wyoming.
Una volta superato il quartier generale, la popolazione di Green River calò rapidamente. Diversi anni dopo, il Blacks Fork si prosciugò a causa di una siccità e la ferrovia temeva che non ci fosse abbastanza acqua a Bryan per servire le locomotive. La ferrovia fu in grado di acquisire abbastanza terra per spostare la sede a Green River e abbandonare completamente Bryan. Green River prosperò, ma la popolazione di Bryan crollò e non si riprese mai più.